# Toska (Bømlo)
Ne doit pas être confondu avec Toska ou Toska (Radøy).
Toska est une île norvégienne du comté de Hordaland appartenant administrativement à Bømlo.

## Description
Rocheuse et désertique, à fleur d'eau, elle s'étend sur environ 868 m de longueur pour une largeur approximative de 676 m.